# Hèrcules separa les muntanyes Calpe i Abyla
Hèrcules separa les muntanyes Calpe i Abyla és una pintura a l'oli de 1634 realitzada pel pintor espanyol Francisco de Zurbarán. Es troba exposada a la sala 26a del Museu del Prado a Madrid, procedent de l'antiga Col·lecció Real del Palau del Buen Retiro.

## Descripció
La pintura representa a l'heroi grec Hèrcules, que es troba al centre de la composició realitzant un gran esforç tractant de moure dos penya-segats. Es mostra dempeus nu amb les cames obertes i lleugerament flexionades, el tors i el cap estan inclinats cap a davant. Les mans sostenen dues peces de metall, adherides a les roques tallades que intenta separar l'heroi. Entre tots dos penyals i darrere del personatge, s'observa una petita part del mar.
La composició d'aquesta pintura està centralitzada en l'esforçada acció de l'heroi, el qual amb un difícil escorç del que no s'ha trobat referència visual anterior i que, igual que succeeix amb la resta de les obres que componen la sèrie, va ser pensat per ser vist des d'a baix. Són especialment interessants les solucions pictòriques aportades pel pintor per resoldre les diferents zones de l'obra. L'autor aboceta de forma molt simple les roques i el fons marítim, i realitza aquest últim mitjançant petites pinzellades més empastades. En el cos d'Hèrcules, es troba el color en densitats diferents que serveixen per mostrar la coherència anatòmica a aquest complicat escorç.

## Temàtica
L'escena d'aquesta pintura recull una de les obres de la sèrie que li va ser encarregada a Zurbarán per decorar el Salón de Reinos del Palau del Buen Retiro. La sèrie mitològica havia de representar Els dotze treballs d'Hèrcules. En haver estat inventariats sense nom d'autor, no es va atribuir la seva completa autoria fins a l'any 1945, gràcies a la documentació trobada on es recollia el pagament a Zurbaran «per deu quadres dels treballs d'Hèrcules».
En la Testamentaria de Carles II el tema es registra equivocadament com un «Hèrcules sostenint la volta celeste» -quan Hèrcules va ser Atlante del món-, i l'historiador Elías Tormo el 1911, va identificar l'episodi com el de la separació de Calpe (Penyal de Gibraltar) i Abyla (Monte Hacho, a Ceuta), un tema pràcticament inexistent per als autors del món clàssic, com va assenyalar Rosa López Torrijos. Aquesta estudiosa rebutja la interpretació de Tormo per considerar que solament Sèneca va fer referència a l'episodi, sense tenir repercussió alguna en els autors espanyols, més atents a relatar la col·locació de les dues cèlebres columnes, amb l'episodi Non plus ultra, que canviaria després Carles I, gràcies als seus territoris ultramarins, per la divisa Plus Ultra. Recorda López Torrijos que, segons textos com la Història general d'Espanya del pare Mariana, les columnes eren en realitat dos penyals que van servir per estrènyer el pas d'aigua entre l'Atlàntic i el Mediterrani. Aprofundint en aquesta idea, la mateixa autora assenyala l'actitud d'Hèrcules en aquest llenç, tirant per a si de les empunyadures, reflectint l'actitud d'apropar els dos penyals; una observació que sembla convincent i que reforçaria la visió del monarca espanyol com a cohesionador i no separador de terres i regnes. No obstant això Baltasar de Victoria, una dècada abans de la realització d'aquesta sèrie, va citar expressament l'episodi de la separació de les muntanyes. Tant en la narració de Mariana com en la de Victoria, es fa referència a la relació d'Hèrcules amb Espanya i la creació de la divisa dels Àustrias, la qual cosa justificaria la inclusió de l'episodi en el cicle dels treballs i la seva especial marca hispànica. Les columnes d'Hèrcules són també utilitzades per les ciutats de Cadis i Melilla i en l'emblema d'Andalusia així com en l'escut d'armes d'Espanya.